# John Mordaunt, 1. Viscount Mordaunt

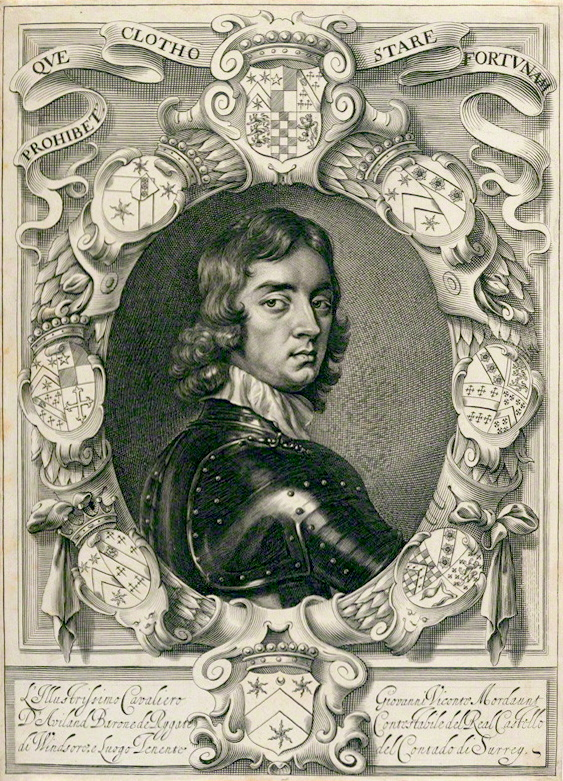
John Mordaunt, 1. Viscount Mordaunt

John Mordaunt, 1. Viscount Mordaunt (* 18. Juni 1626 in Lowick, Northamptonshire; † 5. Juni 1675 im Middlesex) war ein englischer Adliger.

## Werdegang
Er war der zweite Sohn von John Mordaunt, 1. Earl of Peterborough (1599–1642) und seiner Ehefrau Elizabeth Howard (1602–1671), Tochter von Edward Howard, 1. Baron Howard of Escrick (1577–1615). Während seine Mutter eine Presbyterianerin war, gehörte die Familie Mordaunt der römisch-katholischen Kirche an. Sein Großvater Henry Mordaunt, 4. Baron Mordaunt (1567–1609) war in die Pulververschwörung verwickelt.
Mordaunt erhielt in Frankreich und Italien Privatunterricht und war wahrscheinlich noch im Ausland als der Erste Englische Bürgerkrieg 1642 ausbrach. Sein Vater, seit 1628 der Earl of Peterborough, unterstützte das Parlament und kommandierte ein Infanterieregiment und ein Artilleriezug. Nach dessen Tod im Jahr 1642 wurde sein Bruder Henry der zweite Earl of Peterborough, welcher in der Folgezeit zu den Royalisten überlief. Henry führte eine bemerkenswerte Militärlaufbahn im Dienst von Karl I. 1648 schloss sich John seinem Bruder an, um am royalistischen Aufstand in der Grafschaft Surrey teilzunehmen, der von Henry angeführt wurde. Als aber der Aufstand scheiterte, entkamen beide Brüder nach Den Haag.
1654 nahm Edward Hyde, 1. Earl of Clarendon (1609–1674) das Angebot von Mordaunt in der royalen Bewegung zu dienen an. Mordaunt kehrte 1656 nach England zurück und beteiligte sich an der Verschwörung gegen das Protektorat von Oliver Cromwell (1599–1658). Die Verbindungen seiner Mutter qualifizierten ihn als Mittelsmann zwischen den Presbyterianern und den Royalisten zu agieren. Da er das behutsame Vorgehen der Sealed Knot ablehnte, wurde er ein führendes Mitglied der militanten New Action Party, die einen Aufstand gegen die Regierung schüren sollte zwecks Unterstützung einer geplanten Invasion eines spanischen Heeres.
Anfang 1658 arbeitete Mordaunt mit James Butler, 1. Duke of Ormonde (1610–1688) zusammen, der sich zu jenem Zeitpunkt in einer geheimen Mission in London aufhielt zwecks Koordinierung der royalen Mitverschwörer in England. Die Spione von Cromwell erfuhren aber von dessen Anwesenheit, so dass dieser gezwungen war im Februar 1658 auf den Kontinent zu fliehen. Mordaunt wurde im April 1658 auf Grundlage einer Aussage des royalen Überläufers John Stapley, 1. Baronet of Patcham (1628–1701) verhaftet. Nachdem er von Cromwell selbst verhört wurde, entließ man ihn aus der Haft, nur um ihn zwei Wochen später erneut festzunehmen und wegen Hochverrats anzuklagen. Im Juni 1658 kam es zu einer Gerichtsverhandlung gegen ihn sowie Dr. John Hewitt (1614–1658) und Sir Henry Slingsby of Scriven, 1. Baronet (1602–1658) vor einem eigens einberufenen High Court of Justice. Hewitt und Slingsby wurden beide zum Tode verurteilt, wohingegen das Gericht in Mordaunts Fall zuerst uneinig war. Am Ende aber sorgte Lord President Sir John Lisle (1610–1664) mit seiner Stimme (casting vote) für einen Freispruch.
Auf Hydes Empfehlung hin berief Karl II. Mordaunt in die Great Trust and Commission, eine Geheimorganisation, beauftragt einen royal-presbyterianischen Aufstand zu schüren zwecks Wiederherstellung der Monarchie nach dem Tod von Oliver Cromwell im September 1658. Als ein Zeichen seiner Gunst verlieh Karl II. Mordaunt am 10. Juli 1659 die erblichen Adelstitel Viscount Mordaunt, of Avalon in the County of Somerset, und Baron Mordaunt, of Ryegate in the County of Surrey. Allerdings vereitelten bzw. verzögerten eine tiefe Spaltung und ein Mangel an Zusammenarbeit zwischen Mordaunt und seinen Mitstreitern von der Sealed Knot die Pläne. Der durchgängige Aufstand, geplant für August 1659, war sporadisch. Nur der in der Grafschaft Cheshire von George Booth, 1. Baron Delamer (1622–1684) angeführte, war ein Teilerfolg. Als sich Mordaunt in Barnstead Down in der Grafschaft Surrey für den König aussprach, unterstützten ihn dort lediglich dreißig Mann. Er entging nur knapp der Gefangennahme und floh im September 1659 auf den Kontinent.
Obwohl Mordaunt sich weiterhin unermüdlich für die royale Sache einsetzte, war sein Ansehen durch das Scheitern des Aufstands von 1659 beschädigt und er verlor schließlich die Gunst des Königs. Er drängte auf ein Bündnis mit Frankreich und warnte vor dem arglosen General George Monck, 1. Duke of Albemarle (1608–1670), nichts ahnend, das John Granville, 1. Earl of Bath (1628–1701) Anfang 1660 geheime Verhandlungen mit diesen im Namen des Königs führte. Dennoch wurden Mordaunts Dienste nach der Wiederherstellung der Monarchie belohnt: Er wurde 1660 zum Knight Bachelor geschlagen. Ferner ernannte man ihn zum Lord Lieutenant der Grafschaft Surrey und Gouverneur von Windsor Castle.
Seine harsche Persönlichkeit behinderte seinen Aufstieg am Hof des Königs nach der Wiederherstellung der Monarchie und brachte ihm viele Feinde ein. 1666 wurde er vom Parlament wegen der widerrechtlich Inhaftierung von William Taylor, dem Landvermesser des Windsor Castle, und der Vergewaltigung dessen Tochter angeklagt. Der Fall kam nie vor das House of Lords, weil der König im Februar 1667 das Parlament sich vertagen ließ und ihn im Juli 1667 begnadigte. Mordaunt wurde extrem unpopulär. Nach dem Sturz seines Gönners Edward Hyde, 1. Earl of Clarendon trat er von allen seinen öffentlichen Ämtern zurück und zog sich bis 1669 nach Frankreich zurück. Danach lebte er ganz ruhig in Parsons Green in der Grafschaft Middlesex, wo er im Juni 1675 verstarb.

## Familie
Mordaunt heiratete im Mai 1657 Elizabeth Carey (1632–1679), Tochter von Margaret Smith († 1648) und Hon. Thomas Carey (1616–1649). Das Paar hatte elf gemeinsame Kinder, darunter:
- General Charles Mordaunt, 3. Earl of Peterborough (1658–1735), nahm am Spanischen Erbfolgekrieg (1701–1714) teil.[1][5]
- Generalleutnant Hon. Harry Mordaunt (1663–1720)[6]
- Brigadegeneral Hon. Lewis Mordaunt († 2. Februar 1713)[7]
- Hon. Osmond Mordaunt († 1. Juli 1690 bei der Schlacht am Boyne)[8]
- Hon. Charlotte Mordaunt, ⚭ Sir Joseph Alston, 3. Baronet[9]
- Hon. Anne Mordaunt[10]
- Reverend Hon. George Mordaunt[11]
- Hon. Sophia Mordaunt, ⚭ James Hamilton of Bangor